# Fazenda do Morro Queimado
A Fazenda do Morro Queimado era uma das várias fazendas da região do município de Cantagalo, por volta de 1800 a 1820. Foi a fazenda destinada à colônia suíça e que futuramente veio a se tornar a cidade Nova Friburgo. Recebeu esse nome devido a cor tisnada, acinzentada de suas montanhas, as imponentes Duas Pedras, que podiam ser vistas das janelas da sua casa grande.

## História
Foi nesta região que, em 1819 ou 1820, chegaram os primeiros colonos suíços, que fundaram a Vila de Nova Friburgo, dando origem a primeira cidade planejada do país. Dom João IV, em 16 de maio de 1818, assinou decreto para a vinda de 200 famílias do Cantão de Fribourg para povoar o vasto reino do Brasil. Era uma fazenda que abrangia Nova Friburgo e as cidades de Bom Jardim, Duas Barras e Sumidouro.
Em maio de 1818, o rei D. João VI solicitou ao Monsenhor Miranda, recém nomeado Inspetor e Administrador Geral da colônia, que adquirisse a Fazenda de Morro Queimado, para fixar a colônia suíça. Nesta época, o Brasil era uma oportunidade, uma vez que estes suíços estavam acometidos pela fome em sua região, após a erupção do vulcão de Tambora ter coberto de fuligem de cinzas toda a Europa durante um ano, impactando a atividade agrícola. Por outro lado, D. João VI estava ansioso por intensificar a colonização do interior do Brasil.
A Fazenda de Morro Queimado pertencia à época ao Monsenhor Antonio José da Cunha e Almeida, que a tinha adquirido do Sr. Correia Dias pela modesta quantia de 500$000, talvez este estivesse decepcionado pelo fraco desempenho da criação de gado que ali tinha. No entanto, quando Monsenhor Antonio José da Cunha e Almeida vendeu ao Monsenhor Miranda, o valor  negociado foi de 11.932$000  e cuja proposta foi aceita. Monsenhor Miranda adquire outras duas sesmarias também para completar assim, o território destinado à fundação da colônia.
As casas são construídas com mão-de-obra contratada em Minas e Macacu. O administrador/dignitários do governo junto à colônia instalam-se onde era a antiga casa sede da Fazenda do Morro Queimado e posteriormente, em 1886, esta casa conhecida como "Château"  pelos colonos suíços abrigará o primeiro prédio do Colégio Anchieta. 
Em março de 1820, a colônia já possuía cem casas, mas que ficaram com uma média de moradores alta (em torno de 17) devido à grande quantidade de imigrantes suíços recém-chegados. 

## Gravuras da Fazenda do Morro Queimado
O jovem suíço Johann Jakob Steinmann (1800-1844) foi contratado pelo governo brasileiro para criar uma oficina litográfica na escola de impressão da Academia Militar e durante este período ele fez nove gravuras a água-tinta da Fazenda do Morro Queimado. Em 1833, ele retornou à Europa e em torno de 1835 - 1839, publicou seu álbum que pode ser visto na Biblioteca Nacional Digital.
Neste livro estão as gravuras "Imagem da gravura de Nova Friburgo, Colônia Suissa - ao Morro do Queimado", realizada por ele em 1934 e pelo gravador Friedrich Salathé, e "Imagem da gravura do Morro Queimado [Colonie Suisse: Nouvelle Frybourg]".

## Primeiro Núcleo de uma Colônia Livre
Esta iniciativa com a Fazenda do Morro Queimado representou o primeiro núcleo de colonização livre, que antes era baseada no trabalho escravo ou relacionada aos caçadores de índios(bandeirantes). Segundo Agenor Lafayette de Roure (jornalista e político brasileiro, 28 de fevereiro de 1870 a 18 de março de 1935), durante palestra em 1918, a criação da colônia suíça era uma tentativa de conter a escravidão uma vez que D. João VI encontrava-se pressionado pela Inglaterra. 